# Juraj Ćuk
Juraj Ćuk (Krašić, 1891. – Zagreb, 1972.) hrvatski povjesničar i istraživač osobito zaslužan za istraživački rad na povijesti Turopolja, Vukomeričkih gorica, srednjeg Pokuplja i gornje Posavine.

## Životopis
Doktorirao je na povijesnim znanostima te objavio poznata djela 1942. godine "Povijest Plemenite Općine Turopolje" i "Gora Pomena".

## Djela
- "Krašićka seljačka buna godine 1830.", Zagreb, 1954.
- "Povijest grada Zagreba: do godine 1350.", Garešnica, 1. izdanje 1900., 2. izdanje 1932.